# ReverbNation

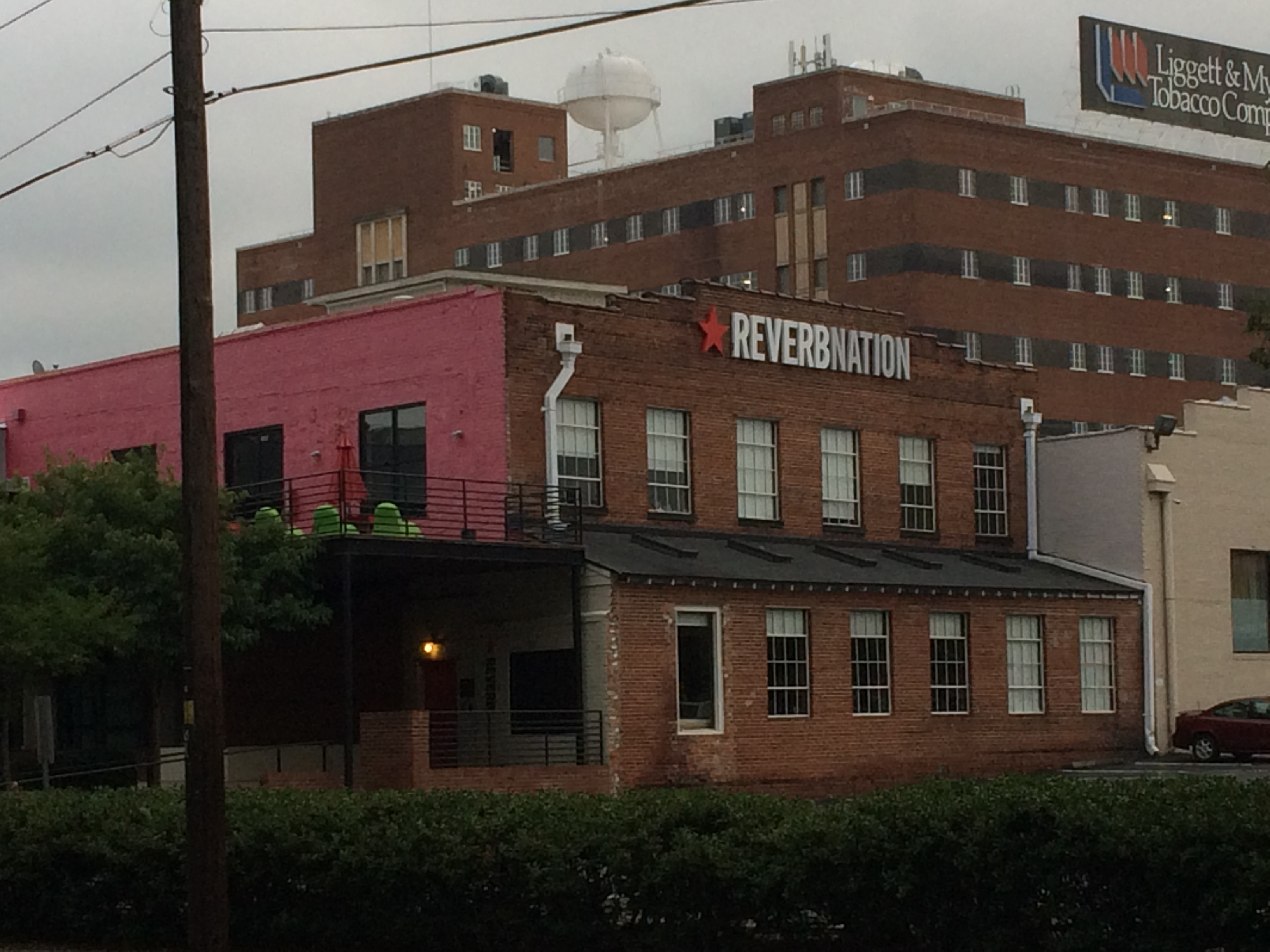
ReverbNation Sede em Durham, Carolina do Norte

ReverbNation é uma plataforma online que fornece ferramentas e oportunidades para os músicos, para gerir suas carreiras. Desde seu lançamento, em 2006, introduziram uma série de aplicações e serviços tais como o TuneWidget, Perfil da Banda Facebook app, e promovê-lo. Em 2014, ReverbNation desenvolvido curadoria-em-escala de tecnologia desenhada para ajudar a localizar e avaliar grandes grupos de bandas e artistas, seja por licenciamento e gestão de oportunidades, ou para eventos maiores, como o Hard Rock Cafe de Aumento e de Summerfest. ReverbNation do usuário da base de dados actualmente em mais de 3.8 milhões de músicos, fãs, locais e rótulos em mais de 250 países em todo o mundo.

## Inovações
- ReverbNation oferece um widget que permite a seus membros para colocar o conteúdo em páginas web. Este TuneWidget é um recurso que links para conteúdos adicionais, tais como música recomendada pela banda que criou o widget.[11][12]
- Um recurso chamado de Banda de Capital medidas de popularidade, com base em quatro métricas de serviço: alcance, influência, de acesso e de recência. Artistas são classificados de acordo com o gênero e localização.[13][14]
- Promover permite que músicos independentes para anunciar no Facebook e outros grandes sites de música (Pitchfork Media, o Spin (revista), YouTube), com páginas personalizadas e relatórios dinâmicos para que os usuários saibam onde seus anúncios foram exibidos.[15]
- Uma música caridade programa chamado de Música Boa foi lançada em 2013. Este programa permite que artistas doar metade de qualquer MP3 de vendas para a organização sem fins lucrativos de sua escolha.[16] partir de outubro de 2013, o programa consistia em mais de 100.000 artistas e 13 instituições de caridade (incluindo a Oxfam, a Metade do Céu, e a Visão Mundial Internacional).[17]
- O Show Finder ferramenta dá músicos independentes de acesso a um banco de dados de mais de 600.000 locais e ajuda a personalizar a sua pesquisa com base na localização, nome do local que deseja jogar, lugares semelhantes, os artistas têm jogado, e clubes, o músico já fez antes.[18]
- ReverbNation criado proprietário "curadoria-na escala" a tecnologia que permite que a empresa de classificação por meio de seus artistas e localize o talento promissor. A tecnologia usa uma combinação de Big data e humanos tastemaking conhecimentos para analisar cerca de 200.000 músicas de um mês.[19][20]
- ReverbNation LIGAR é um convite-única artista do programa de desenvolvimento que ajuda a orientar os artistas através de suas carreiras e proporcionar-lhes acesso a ReverbNation do topo da camada de oportunidades da indústria. Existem cerca de 300 artistas, atualmente, no ReverbNation programa de CONECTAR, e cada artista tem um gerente dedicado. O programa visa ajudar com todos os aspectos de um artista do desenvolvimento, incluindo as sessões de estúdio, de licenciamento de sincronização, os posicionamentos, os direitos de publicação, show ao vivo de desenvolvimento, estratégia de mídia social e RP recursos.[21][20]
- EchoMusic por ReverbNation é um aplicativo de descoberta de música que apresenta músicas escolhidas a dedo no site ReverbNation da Curadoria da Equipe.[22]

## Eventos
- A banda de Reabilitação estrelou o ReverbNation verão de 2007 turnê.[23]
- Em Maio De 2008, Judas Priest pré-lançamento de uma faixa do seu próximo álbum no ReverbNation. Em seu rótulo, a Epic Records, descreveu o uso do TuneWidget como "uma ferramenta imprescindível para qualquer artista campanha viral".[24]
- Em Dezembro De 2009, ReverbNation uma parceria com a Microsoft lançando lista de Reprodução 7 programa de patrocínio onde 7 principais artistas emergentes foram capazes de mostrar o seu trabalho através de uma canção recurso[25]
- Em janeiro de 2015, ReverbNation anunciou uma aliança com a Cidade, o "Maior do Mundo no Festival de Música", em que ReverbNation iria se tornar o festival é exclusivo para inscrição on-line plataforma para três anos.[26]
- Em janeiro de 2015, ReverbNation anunciou o quinto ano consecutivo de Hard Rock Rising (em colaboração com o Hard Rock Cafe), em que bandas de todo o mundo competem em uma batalha de bandas da concorrência por um lugar no Hard Rock Rising 2015, em Barcelona, Espanha.[27]
- ReverbNation e o desempenho da organização de direitos SESAC anunciou uma parceria formal, no qual artistas de ReverbNation do artista ramo de desenvolvimento CONECTAR seria um convite a SESAC.[28]
- ReverbNation uma parceria com a Special Olympics para reservar mais de 120 bandas e artistas para a Unificação de Retransmissão de Passeio em toda a América, na primavera de 2015.[29]
- LIGUE Músicas foi lançado em abril de 2015. O licenciamento de Música programa é executado em parceria com Sentric Música, e ele permite que ReverbNation "para fornecer serviços de administração sob um modelo de partilha de receitas com seus artistas." [30][31]
- ReverbNation uma parceria com a morte pede carona meios de comunicação para criar oportunidades de licenciamento no cinema, TV, jogos de vídeo, anúncios e spots para seus artistas. O programa está disponível para o seu ReverbNation LIGAR artista desenvolvimento elenco.[32]
- "A Lista de observação" é um mensais singles série apresentada por ReverbNation do artista desenvolvimento asa, ReverbNation LIGAR, apresentado em conjunto com O Fader revista. Ele apresenta uma nova música, vídeo e filmagem de ReverbNation CONECTAR artistas que visitarem os estúdios em Nova York e Nashville para gravar novo material para a série.[33][34]

## Prémios
- Inc. (revista) Superior A 500: Posição #345 (2013) [35]
- Inc. (revista) Superior A 5.000: Posição #1000 (2014) [1]
- Triângulo Jornal de Negócios de 2012, 2013 E 2014 Melhores Lugares para se Trabalhar [36][37][38]
- NC Tech Awards 2014: Finalista (Novos Media/Tecnologia Digital) [39]